# Józef Gałeczka
Józef Gałeczka, né le 28 février 1939 à Gleiwitz en Silésie et mort le 7 juillet 2021, est un joueur de football polonais, qui jouait en tant qu'attaquant.
Surnommé Kangur, ou Gała, il a fini meilleur buteur du championnat de Pologne en 1964 avec dix-huit buts (ex æquo avec les joueurs Lucjan Brychczy et Jerzy Willim).